# یواس‌ان‌اس انطاکیه (تی-ای‌جی-۱۸۰)
یواس‌ان‌اس انطاکیه (تی-ای‌جی-۱۸۰) (به انگلیسی: USNS Antioch (T-AG-180)) یک کشتی بود که طول آن ۴۵۵ فوت (۱۳۹ متر) بود. این کشتی در سال ۱۹۴۵ ساخته شد.